# Реал (фильм)
«Реал» — украинский документальный фильм 2024 года о российском вторжении в Украину, снятый Олегом Сенцовым во время украинского контрнаступления 2023 года. Все события происходят в окопе, куда Сенцов с собратьями попадает после того, как их БМП подбивают россияне. Он выступает в роли посредника между оставшимися бойцами на позиции «Реал», в честь которой и назван фильм, артиллеристами, аэроразведкой и командным штабом. Самого боя в картине не видно.

## История съёмки
Режиссёр фильма Олег Сенцов в начале полномасштабного российского вторжения в Украину в 2022 году присоединился к киевской теробороне, а затем к 47-й отдельной механизированной бригаде Вооружённых сил Украины, получил звание младшего лейтенанта.
«Реал» снят на видеокамеру GoPro, расположенную на шлеме самого Сенцова. По словам режиссёра, украинские военные часто таким образом снимают события на передовой, куда у обычных журналистов нет возможности попасть. Однако он признался, что именно «Реал» был снят случайно: во время одного из боёв Сенцов нечаянно начал запись, когда поправлял камеру, проверяя её наличие. Уже полгода спустя режиссёр увидел большое видео на карте памяти, которое сначала хотел просто удалить, но впоследствии, внимательно просмотрев отснятый материал и показав его другим, решил опубликовать.
По мнению самого Сенцова, «Реал» является не столько фильмом, сколько «документом», зафиксировавшим настоящую трагичность, тупость и бессмысленность войны, которую в других лентах часто изображают слишком «героической». Он признал, что для многих украинцев просмотр такого «правдивого» фильма может быть болезненным, однако заявил, что, вместо игнорирования реальности, «правде надо смотреть в глаза». Режиссёр предположил, что такие ленты следует показывать гражданским, чтобы они понимали, насколько рискованна работа военных. Также он добавил, что «Реал» мог бы лишний раз напомнить европейцам об Украине и важности её поддержки.
Лента, продолжающаяся 90 минут, представляет собой по сути один сплошной кадр. Среди кинокомпаний, ответственных за создание фильма: украинские «Артхаус Трафик» и «Край Кинема», хорватская Propeler Film и британская Downey Ink. Его продюсерами стали сам Сенцов, Денис Иванов, Майк Дауни, Борис Т. Матич и Лана Матич.

## Премьера и прокат
Мировая премьера «Реала» состоялась 30 июня 2024 года на кинофестивале в Карловых Варах (Чехия). Незадолго до показа Олег Сенцов встретился с президентом страны Петром Павелом, который выразил свою поддержку Украине в войне с Россией и, говоря о фильме, предположил, что «показ реальности в столь жестоком формате будет сильным посланием для всех». Художественный руководитель фестиваля Карел Ох, представляя «Реал» и его съёмочную группу, отметил, что демонстрация фильма была не только их художественным решением, но и актом солидарности с украинцами в борьбе против агрессора. После показа ленты аудитория, среди которой, в частности, был американский актёр Вигго Мортенсен, поприветствовала режиссёра бурными овациями.